# Nemáme co skrývat
Nemáme co skrývat, ve francouzském originále Le Jeu, je francouzský hraný film z roku 2018, který režíroval Fred Cavayé podle italského filmu Naprostí cizinci z roku 2016. Film se odehrává během jednoho večera při společné večeři sedmi přátel.

## Děj
Manželský pár psychiatrička Marie a plastický chirurg Vincent pozvou své známé (Vincentovy přátele z dětství s partnerkami) na večeři k sobě domů. Ještě před příchodem hostů dojde ke konfliktu mezi Marií a její dospívající dcerou Margot, která jde na oslavu s kamarády, protože Marie našla v její kabelce kondomy. Přicházejí dlouholetí manželé Charlotte a Marco, Léa a Thomas jsou svoji teprve krátce. Rozvedený Ben přichází sám bez své nové přítelkyně Julie, kterou všichni chtěli poznat, ale která onemocněla. Konverzace se rozvine na téma upřímnost. Marie navrhne podrobit všechny přítomné zkoušce tím, že každý vyloží svůj smartphone na stůl a během večera musí zveřejnit všechny telefonáty, SMS či konverzace, které obdrží. Zatímco Charlotte a Léa s návrhem souhlasí, muži už tak nadšení nejsou.
Co se zpočátku zdálo být nevinnou hrou mezi přáteli, začne postupem času eskalovat a vyvolávat velké pnutí mezi partnery i přáteli. Marco, který se zapletl s mladou dívkou, si s Benem vymění identické mobily, aby před manželkou skryl nevěru. Netuší však, že i Ben skrývá tajemství. Charlotte obdrží e-mail, ze kterého vyjde najevo, že chce odstěhovat svoji tchyni, která s nimi žije v bytě, do domova důchodců. Velká zklamání zažijí postupně všichni zúčastnění.

## Obsazení
| Bérénice Bejo      | Marie         |
| Stéphane De Groodt | Vincent       |
| Suzanne Clément    | Charlotte     |
| Roschdy Zem        | Marco         |
| Doria Tillier      | Léa           |
| Vincent Elbaz      | Thomas        |
| Grégory Gadebois   | Ben           |
| Fleur Fitoussi     | Margot        |
| Tassadit Mandi     | Marcova matka |